# Templo de San Marcos (Aguascalientes)
El Templo de San Marcos o Parroquia de Nuestra Señora del Carmen es una iglesia católica ubicada en el Barrio de San Marcos de la Ciudad de Aguascalientes. El templo fue fundado en 1764, dedicado a la Virgen del Carmen y a San Marcos evangelista, por lo cual se conmemoran dos fiestas patronales, un novenario el 16 de julio, dedicado a la Virgen del Carmen, y un triduo para San Marcos el 25 de abril.
El Templo de San Marcos se encuentra ubicado dentro del Barrio de San Marcos, uno de los barrios más antiguos y representativos de la ciudad de Aguascalientes, y que es sede de la Feria Nacional de San Marcos. Antes, al templo se le conocía como Templo del Pueblo Nuevo de Indios de San Marcos, el cual fue fundado por un grupo de indios en 1604, pero se comenzó a construir en 1655 y pasó cien años inconcluso, hasta 1755 que se retomó y se terminó por completo.

## Historia

Templo de San Marcos (fotografía de William Henry Jackson publicada entre 1880 y 1897)

La historia del Templo de San Marcos se remonta a la fundación del pueblo de Indios contiguo a la Villa de Aguascalientes. Dicho pueblo o barrio comenzó a conformarse una vez finalizada la Guerra Chichimeca, en el siglo XVII.
En 1604, los naturales de la zona crearon un templo llamado Templo del Pueblo Nuevo de Indios de San Marcos. En 1630 se creó la primera capilla, como lo señala José Antonio Gutiérrez, la cual fue dedicada a la Limpia Concepción o Nuestra Señora del Pueblito, en la cual se comenzaron a hacer los primeros entierros. Desde su fundación la dedicaron a este santo evangelista, aunque existe duda de porque al fundar su congregación le dieron la advocación de la Limpia Concepción. En 1655 se comenzó a construir el actual Templo de San Marcos; sin embargo, su edificación duró más de un siglo, siendo terminado en 1765. La construcción fue encomendada por Manuel Colón de Larreategui, párroco de San Marcos de 1733 a 1758.
Durante el siglo XVII, se establecieron en el Barrio de San Marco indígenas tlaxcaltecas, quienes adoraban a la Virgen del Pueblito; es por esta razón que en este templo también se rinde culto a "Nuestra Señora del Pueblito" en una capilla anexa al templo.
Con el correr del tiempo, como era natural, los san marquinos demandaron la posesión de sus tierras, que como pueblo de indios tenían derecho. Amenazados por los vecinos pudientes de la villa de Aguascalientes, que los obligaban a trabajar en sus haciendas y campos de labor, obtuvieron de la Real Audiencia de Guadalajara una provisión fechada el 2 de diciembre de 1626, mediante la cual les entregaban las tierras que hubiesen menester para sus siembras y agua para trabajarlas.
La capilla abrió sus puertas en la década de 1640, pues es en esos años cuando los registros parroquiales registran servicios en su recinto y hospital.
La construcción del templo que hoy en día conocemos se debió los curas D. Manuel y D. Mateo José, la causa fue que la capilla antigua se encontraba en pésimas condiciones para dar abasto a la población. Siendo el señor Manuel de Colón Larreategui quien se propuso a dar al pueblo un templo más amplio.
Se cree que las fechas en que iniciaron la construcción fue en 1740. Los pobladores por su parte ofrecieron su trabajo de manera voluntaria y recaudaron limosnas para la obra. La construcción fue terminada cerca del año 1765.

### Guerra Cristera en México

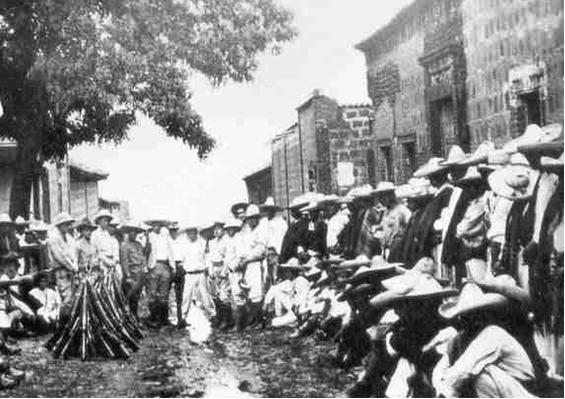
Guerra Cristera

La Guerra Cristera fue una lucha a mano armada donde se enfrentaron creyentes católicos contra militares del gobierno de Plutarco Elías Calles. Esta lucha se comenzó por los mandatos de Plutarco, quien reglamentó el código penal de la constitución 1917 y se restringieron los cultos en la vía pública , por esa razón, la religión reclamó, pues se estaba limitando su libertad de culto y expresión. En esta guerra no solo fueron los cristeros y militares quienes perdieron la vida, también personas ajenas a este movimiento, pues los cristeros no tenían piedad y estaban convencidos de que debían pelear y luchar por su libertad de ser. La Guerra duró 3 años, desde 1926 hasta 1929 y dejó un saldo de 250,000 muertos.

### La Guerra Cristera en Aguascalientes
En 1925 hubo un intento de los cismáticos de apoderarse de San Marcos, así como de otras instituciones religiosas católicas, debido a la orden de Plutarco Elías Calles.
Aguascalientes fue uno de los escenarios de la guerra cristera, pues en 1925 el gobernador José María Elizalde dio órdenes de reprimir a los católicos que defendían el Templo de San Marcos, pues ellos se oponían a que el templo formara parte de la cismática Iglesia Católica Apostólica Mexicana, y es ahí cuando se desató una batalla entre los creyentes católicos y los soldados, lo que dejó un saldo de algunos muertos y decenas de heridos. Este enfrentamiento marcó la vida de las personas creyentes del pueblo, pues su ceremonias religiosas, por la situación que estaban viviendo, debían ser secretas, además de que en ese tiempo, las iglesias permanecieron cerradas.

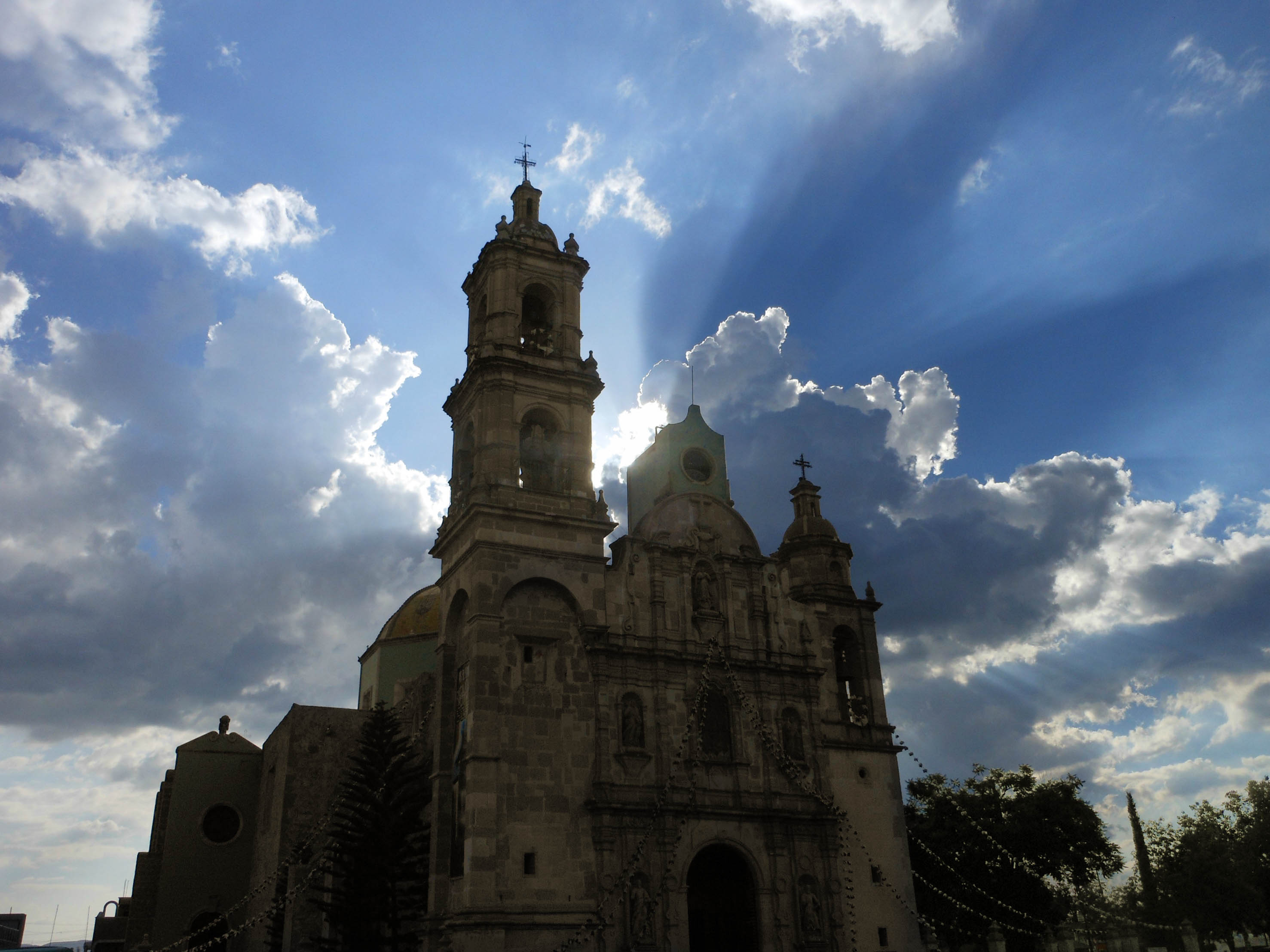
Vista del Templo de San Marcos

Parecía que todo había terminado y regresado a la normalidad, pues los templo se reabrieron y los cultos reanudados, y el obispo José de Jesús López González dio la orden de que un grupo de sacerdotes fueran los que recibieran los edificios, sin imaginar que nuevamente se encontrarían en problemas con el gobierno. El clero, y varios grupos de creyentes católicos salieron a protestar de manera pacífica por el nuevo cierre de los templos y por la Educación sexual y atea, mientras que por otro lado José Velasco y José María Ramírez se levantaron en armas en 1932, sin importarles que la Jerarquía Eclesiástica prohibía el uso de armas. Nuevamente se volvían a celebrar las ceremonias religiosas en secreto, los seminaristas tomaban clases a escondidas, se fundaron escuelas de manera clandestina.
En las zonas agrarias, la situación era más compleja, pues los católicos estaban excomulgando a todos aquellos que recibieran propiedades que el Estado estuviera repartiendo, por la reforma agraria, pues ellos no estaban de acuerdo en la manera en la que se estaban haciendo las cosas, y esto fue problema aún más en Calvillo. Esta lucha fue desapareciendo poco a poco, hasta terminar por completo. La Guerra cristera terminó cuando, en 1935, José Velasco y Plácido Nieto fueron asesinados en el centro de la ciudad.
En 1936, la guerra ya se había extinguido por completo. En 1937, muchos habitantes del Estado de Aguascalientes, se habían sumado al Sinarquismo, y poco a poco, el gobierno de Aguascalientes toleró más las prácticas de los católicos. Para 1938, la misma política del gobierno federal moderó las actividades.

### Sucesos actuales

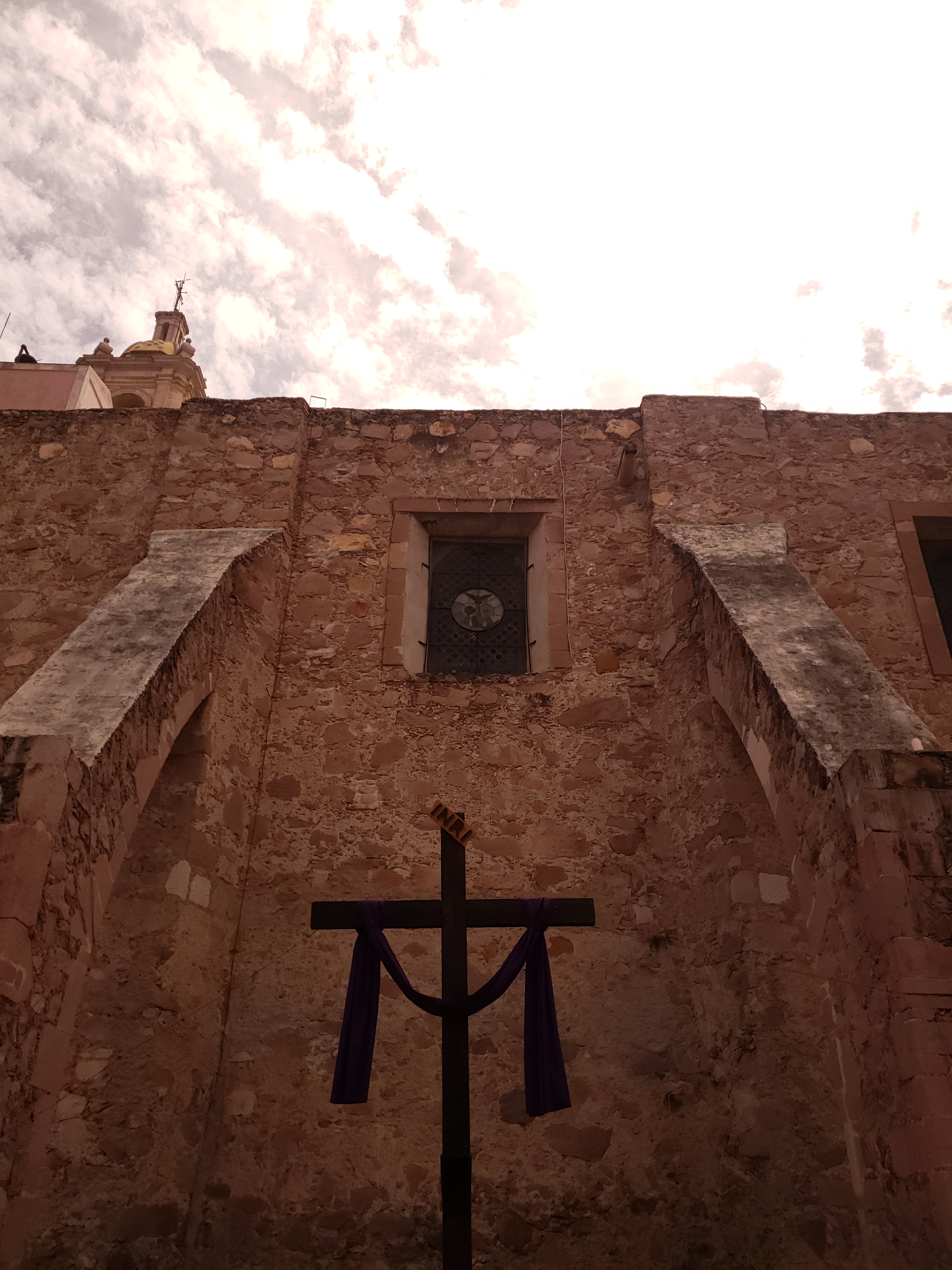
Fachada, vitral y cruz en la fachada norte del Templo de San Marcos

En 2018, cuando se prosiguió con el montaje de andamiaje para la segunda plataforma en el Templo de San Marcos, se acercaron a la cúpula, linternilla, cupulín y la cruz que remata la torre sur, y se encontraron grietas verticales y horizontales en los muros que la conforman. La cruz metálica se encontró un poco girada en su orientación, y los cables que alimentan a las lámparas que iluminan la cruz, se encontraban quemados. En una mayólica se dejó una inscripción de que el sismo del 2017 causó daños a la estructura del templo, y estos daños se encontraron en la cúpula.

## Estilo arquitectónico
El templo posee características barrocas en la portada y neoclásicas en el interior. Además, los contrafuertes, más relacionados con el gótico, son una de sus características. Posee dos portadas, la del centro es la entrada al Templo de la Virgen del Carmen, más conocida como la entrada al Templo de San Marcos, y la de la izquierda es el acceso para la Capillita de la Virgen del Pueblito.
Debido a las múltiples etapas constructivas a las que estuvo sujeto (con espacio entre una y otra de más de 100 años); la modificación, adición y ampliación de algunos elementos arquitectónicos, el templo de San Marcos tiene una combinación de varios estilos propios de cada etapa que van desde el barroco hasta el neoclásico.
La fachada lateral pertenece a la entrada a la capilla que fue la primera fase constructiva de la iglesia y que estaba dedicada a la Virgen del Pueblito. Sobre la entrada de esta, en la parte de arriba se encuentra una escultura de cantera de posible arte tequitqui, con una figura que asemeja un atlas alado que carga una vasija sobre sus hombros.

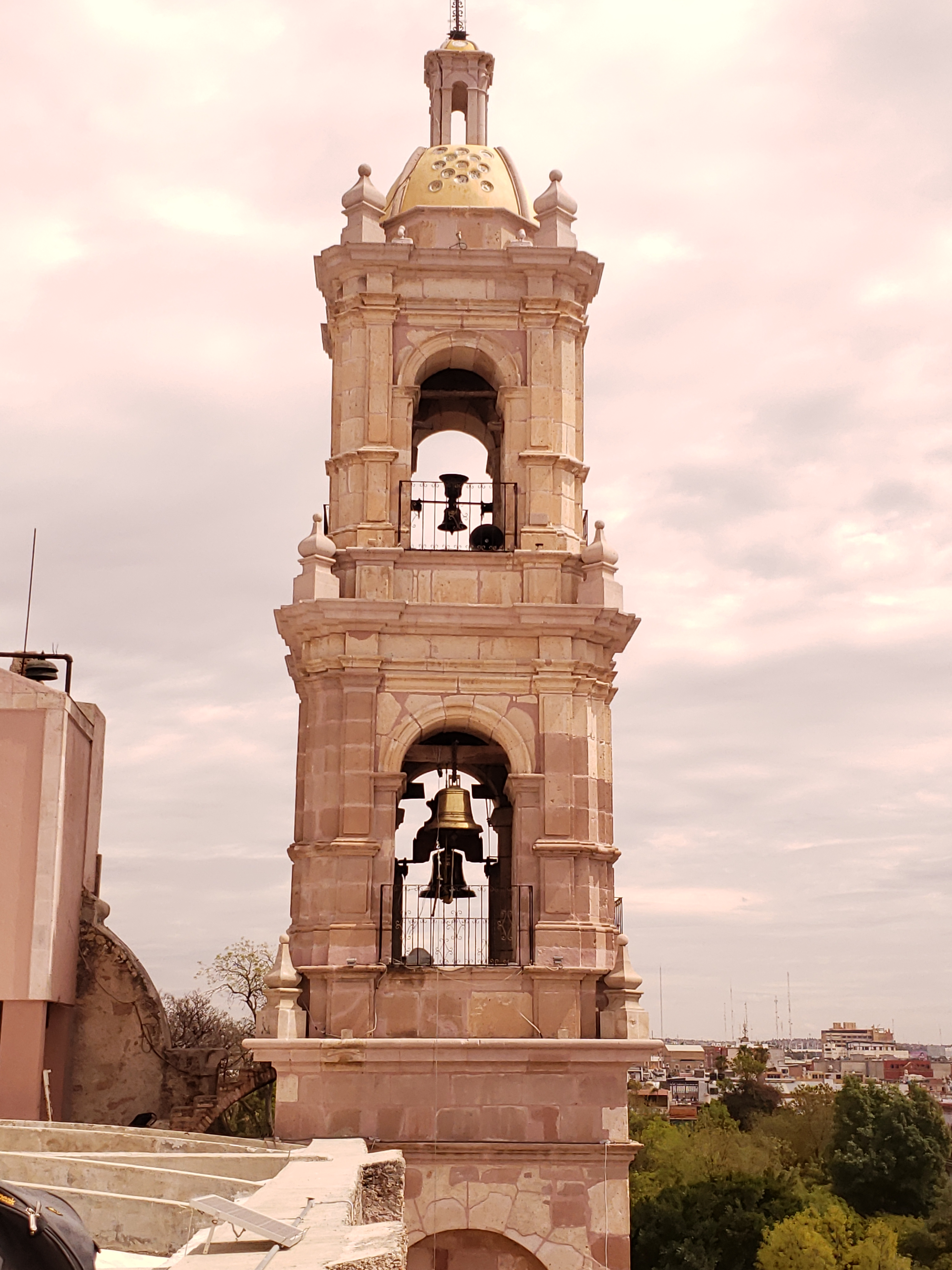
Torre Campanario del templo de San Marcos

La fachada principal del templo tiene características barrocas con una distribución a modo de retablo escultórico tallado en cantera; posee tres cuerpos y tres calles con ornamentación sobria, arcos de medio punto y columnas estípite. Al centro del segundo cuerpo, se encuentra un vitral de la Virgen del Carmen y sobre este, en el tercer cuerpo, se encuentra una escultura de San Marcos tallada en cantera.
La estructura general interior tiene forma de cruz latina con muros soportados por grandes contrafuertes de piedra.
Al interior del templo se puede apreciar una bóveda característica del estilo neoclásico al igual que el altar dedicado a la Virgen del Carmen, al fondo de este:

[...] un retablo de cantera rosa, dividido en tres cuerpos horizontales, en el primero esta lo que anteriormente se usaba como altar y esta adornado con incrustaciones en laminado de oro, también esta el sagrario, en la parte superior del sagrario esta un pequeño crucifijo de metal dorado [...] El segundo cuerpo del retablo, esta conformado por seis columnas decoradas con incrustaciones en laminado de oro, estas columnas sirven de marco a las imágenes de la Virgen del Carmen, del Sagrado Corazón, de San José y del evangelista San Marcos